# بنك زامبيا
بنك زامبيا،هو البنك المركزي في دولة زامبيا .

## نظرة عامة
وفقًا لموقعه على الإنترنت، فإن المسؤولية الرئيسية للبنك هي إنشاء وتنفيذ السياسة النقدية التي تحافظ على الاستقرار الاقتصادي في البلاد. ينشط البنك في الترويج لسياسة الإدماج المالي وهو عضو قيادي في التحالف من أجل التضمين المالي . وهي أيضًا واحدة من 17 مؤسسة تنظيمية أصلية تقدم التزامات وطنية محددة للإدماج المالي بموجب إعلان المايا، خلال منتدى السياسة العالمية، الذي عقد في ريفييرا مايا، المكسيك في عام 2011.

## التاريخ
يرجع أصل بنك زامبيا إلى تشكيل مجلس عملة روديسيا الجنوبية عام 1938، والذي كان مقره في هراري، في زيمبابوي الحالية. يشمل اختصاص رودسيا الشمالية، التي تسمى الآن زامبيا ونياسالاند، والمعروفة باسم ملاوي اليوم.
في عام 1954 تم تغيير اسم مجلس عملة روديسيا الجنوبية إلى مجلس العملات في روديسيا ونياسالاند، ولأن رياح التغيير كانت قوية في إفريقيا في ذلك الوقت، تم تحويل مجلس العملة إلى بنك روديسيا ونياسالاند في عام 1956.
في عام 1964، تم إنشاء بنك زامبيا من بنك روديسيا الشمالية، والذي تم تشكيله فقط قبل عام 1963 من فرع لوساكا في بنك روديسيا ونياسالاند.
بعد إنشائه، وبعد صدور قانون بنك زامبيا في عام 1965، نما البنك وكان ناجحًا على مر العقود. وفقا لموقعه على شبكة الإنترنت، استحوذ البنك على حصة في بنك التنمية في زامبيا وبنك زامبيا الوطني التجاري، وكان حتى يفكر في التنويع في القطاع الزراعي.
في عام 1991، تولت حركة الديمقراطية متعددة الأحزاب السلطة في زامبيا، لتحل محل حزب الاستقلال الوطني المتحد الذي حكم لمدة 27 عامًا. تضمنت الأولويات المالية للحكومة الجديدة التحرير والخصخصة، والتي شملت صناعة النحاس في زامبيا ومناجم النحاس الزامبية الموحدة، الشركة الكبيرة التي تسيطر على إنتاج النحاس في زامبيا.

## روابط خارجية
- الموقع الرسمي: بنك زامبيا نسخة محفوظة 21 يونيو 2010 على موقع واي باك مشين.